# 12149 Begas
För andra betydelser, se Begas.
12149 Begas eller 9099 P-L är en asteroid i huvudbältet som upptäcktes den 17 oktober 1960 av den nederländsk-amerikanske astronomen Tom Gehrels och det nederländska astronomparet Ingrid van Houten-Groeneveld och Cornelis Johannes van Houten vid Palomarobservatoriet. Den är uppkallad efter Carl Begas den äldre och hans söner, Oskar Begas, Adalbert Begas, Reinhold Begas och Carl Begas den yngre.
Asteroiden har en diameter på ungefär 6 kilometer.